# MMC64
Das MMC64 ist ein 2005 entwickeltes Cartridge für den Heimcomputer C64, das an den Expansionsport des Rechners angeschlossen wird. Das MMC64 ist dabei ein Schreib-/Lesegerät für MMC- und SD-Speicherkarten mit bis zu 4 GB Speicherplatz, die FAT16-formatiert sein müssen. Das im MMC64 eingebaute flashbare BIOS mit dem integrierten Dateibrowser macht es möglich, Spiele und Anwendungen zu starten. Ein integrierter Player bietet die Möglichkeit, SID-Dateien abzuspielen. Es existieren weitere Plugins für die Verwendung bzw. Darstellung verschiedener Dateiformate.
Durch den durchgeschleiften Expansionsport kann man zusätzliche Cartridges anschließen. Auch ein sogenannter Uhrenport ist vorhanden, der zum Anschluss der Netzwerkkarte RR-Net, des MP3-Decoders MP3@64 oder der seriellen Schnittstelle SilverSurfer gedacht ist.
Das MMC64 wurde 2008 abgelöst durch eine erweiterte Version namens MMC Replay.